# Yebuciví
Yebuciví, även Yebucibí och Yebuciví Centro, är en ort i Mexiko, tillhörande kommunen Almoloya de Juárez i den västra delen av delstaten Mexiko, i den centrala delen av landet. Orten hade 1 747 invånare vid folkräkningen 2010.